# 創新科技博物館

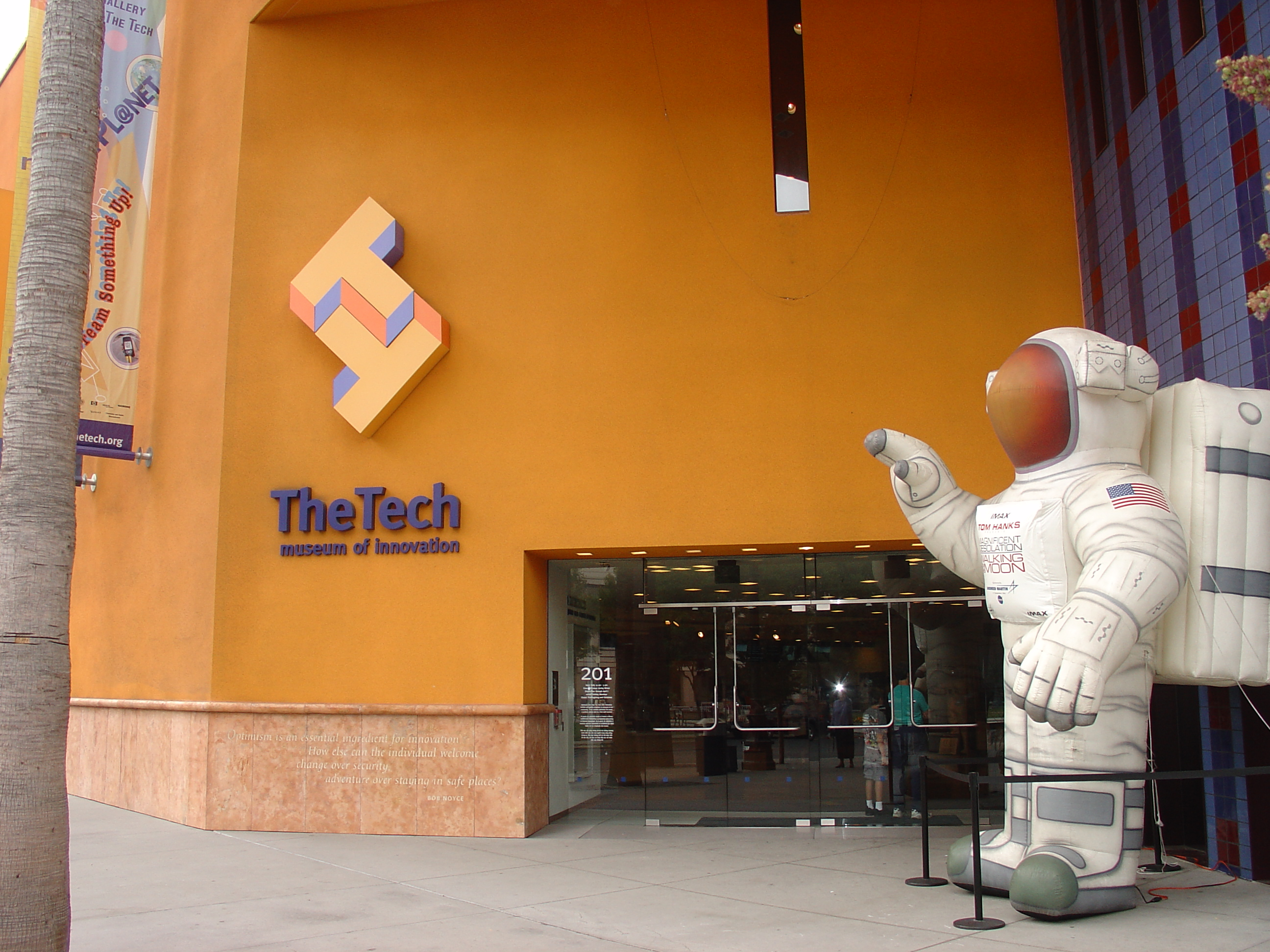
創新科技博物館正門

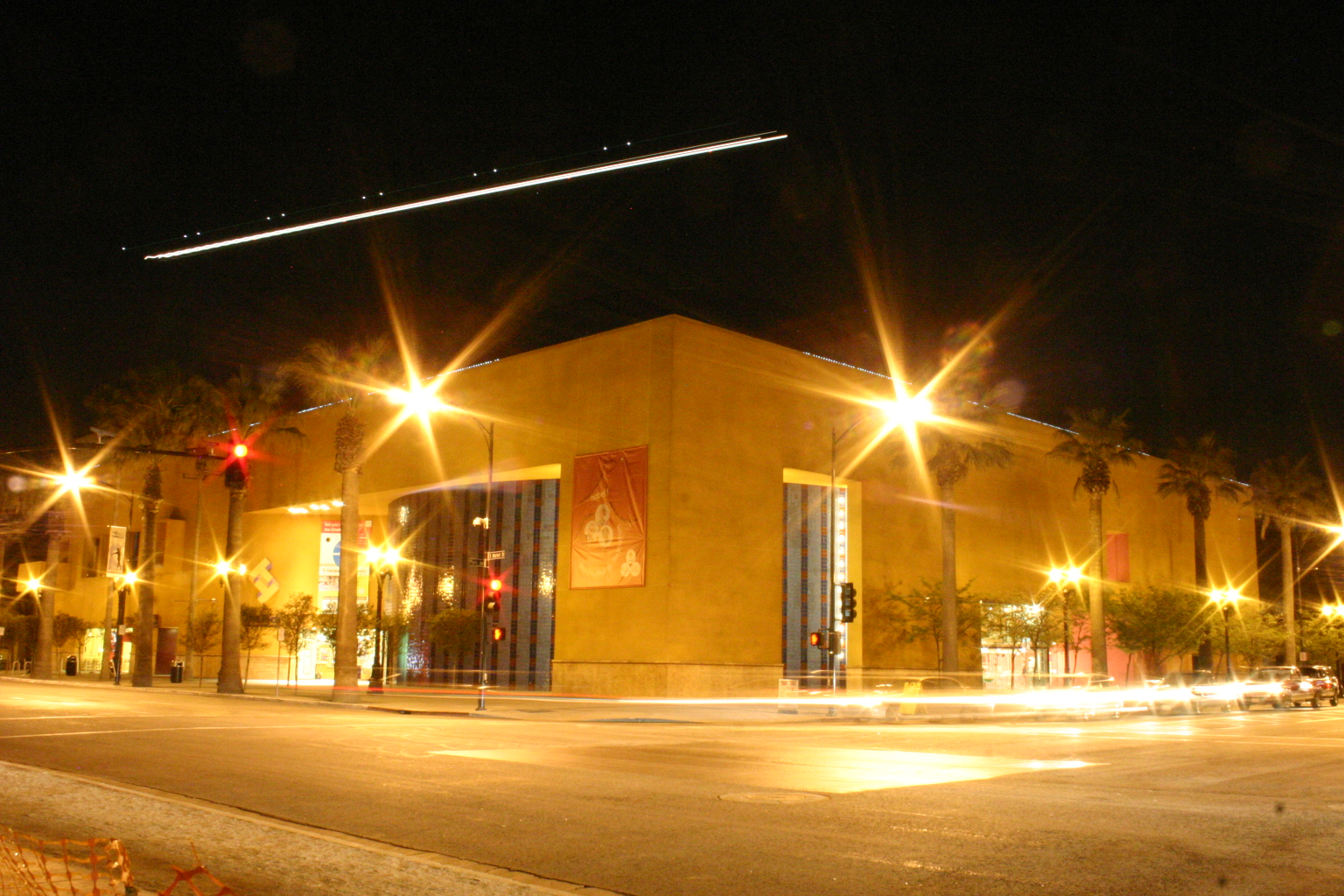
創新科技博物館夜景

創新科技博物館（英語：The Tech Museum of Innovation）是一家位於美國加州矽谷的博物館。常簡稱為The Tech。以科技和其所帶來的影響為展覽主題，是加州聖荷西地區提供觀光客或當地居民教育和文化的重要資源。整個館內主要有四個展場，分別是生活科技、發明、通訊與探索，其館藏特色是強調讓訪客可以親自操作、了解互動樂趣和原理。

## 历史
該博物館計劃是在1978年提出的，在1990年開放了一部份（2000平方公尺），1998年10月正式對外開放。2004年時已擴張到12000平方公尺的館地，並累積訪客超過了2千8百萬人。館中的IMAX大型寬螢幕電影院是相當受到遊客喜愛的特色。依Mike和Joan Hackworth取名為Hackworth IMAX Dome Theater。

## 網站
- （英文）創新科技博物館 （页面存档备份，存于）

37°19′54″N 121°53′25″W / 37.3316°N 121.8902°W